# Vizcodillo
El Vizcodillo (Vizcudiello en lleonès) és el cim més alt de la Serra de la Cabrera dins dels Montes de León (províncies de León i Zamora, a Espanya). Té una altitud de 2.121 metres. A prop es troba el llac de Truchillas, declarat monument natural a Castella i Lleó. Des del seu cim hi ha un bon mirador de les comarques de Sanabria, Carballeda i La Cabrera.

## Galeria fotogràfica

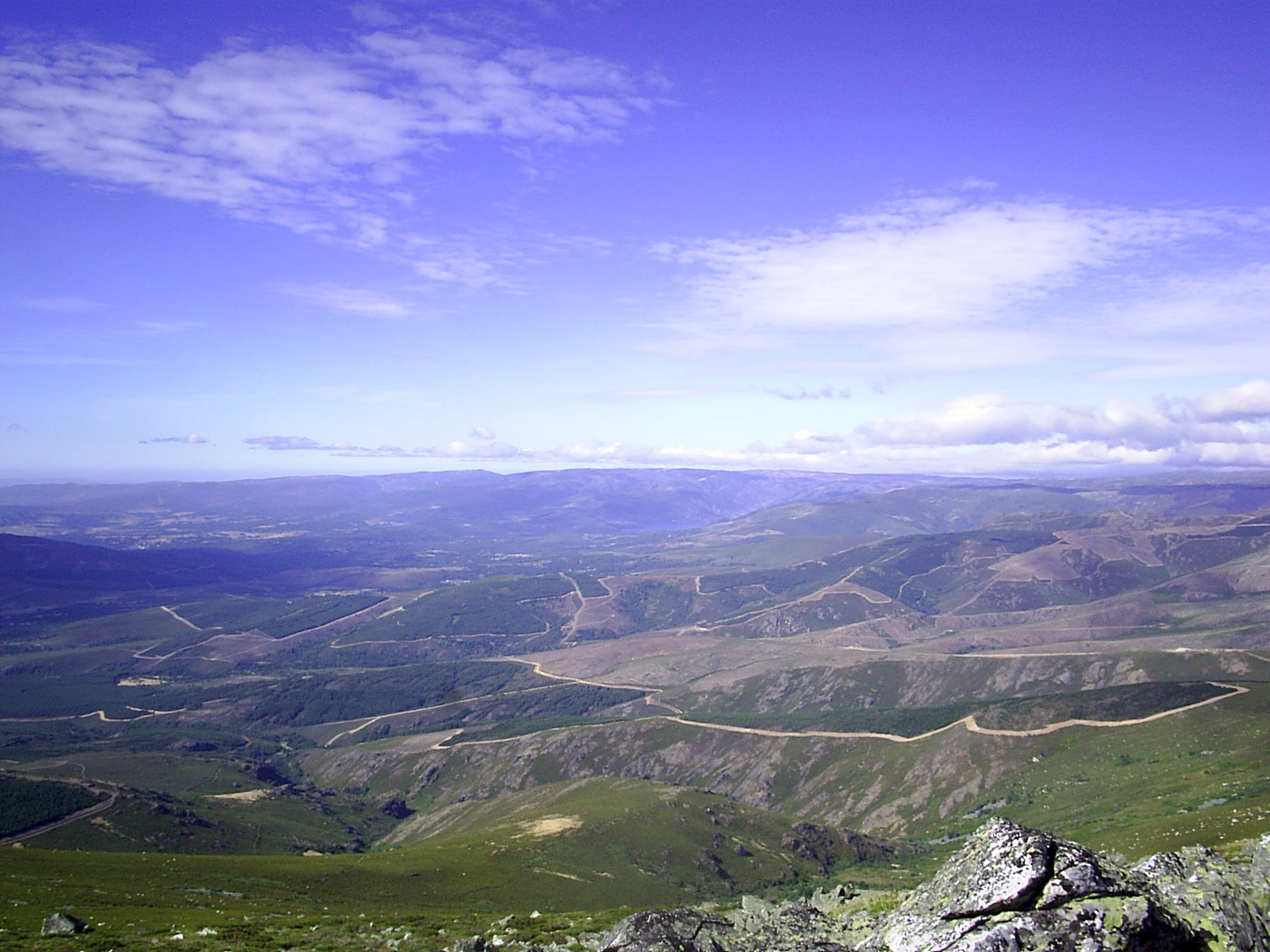
Vista des del pic Vizcodillo.
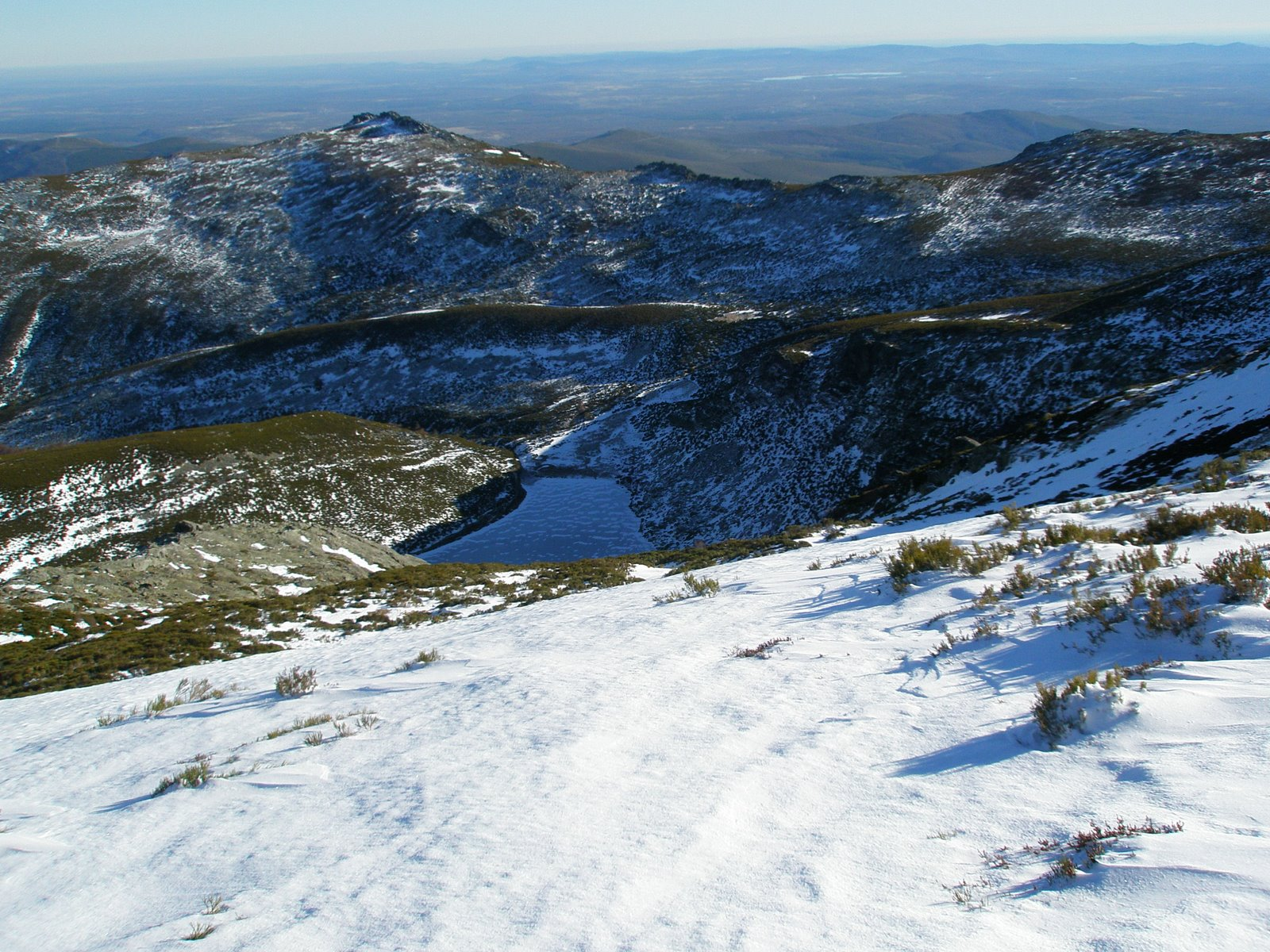
Cim Vizcodillo, vistes cap al llac Truchillas